# Roehuesos
Los Roehuesos son una tribu ficticia de Garou (hombres lobo) en el juego de rol Hombre lobo: El Apocalipsis. 
Al igual que los Moradores del Cristal viven en las grandes ciudades, la diferencia es que suelen vivir de los desperdicios de la sociedad en las ciudades y acostumbran a practicar la mendicidad; el hecho de estar al margen de la sociedad y vivir en la calle hace que los roehuesos sean los mejor informados de todos los garou.
Los Roehuesos son la escoria de la Nación Garou. La mayoría de las tribus consideran que son patéticos animales carroñeros que se o|cultan en las ciudades del hombre.
Sus rivales insisten en que nadan al estilo perro en el extremo menos profundo de la piscina genética; después de todo, si sus cachorros fueran capaces de unirse a otras tribus, ya lo habrían hecho. Diversos hombres lobo tratan a los Roehuesos con desprecio (o al menos consideran que los Roehuesos son una manada de tontos ridículos) aunque esta tribu es la más poblada del mundo. En un mundo en el que otros han fracasado (escondiéndose en el corazón de la humanidad) los Roehuesos han conseguido prosperar.
Su chapucero linaje puede rastrearse hasta la India y el Norte de África, aunque los cachorros de la tribu se pueden encontrar allá donde haya pobreza. Durante la historia de la humanidad, han vivido al margen de la sociedad humana como campesinos, siervos o plebeyos. Siempre han estado oprimidos y su historia está repleta de historias sobre cómo han ayudado a triunfar al "hombre común" a pesar de su gran desventaja. Los Roehuesos explican relatos que hablan sobre cómo sus ancestros ayudaron a Robin Hood, lucharon en la Revolución Americana, dieron caza a los aristócratas durante la Revolución Francesa y apoyaron al proletariado durante la Revolución Comunista.
Las demás tribus se burlan de estas historias, diciendo que la tribu bebe demasiado whisky de garrafa, pero los cachorros y los cliath escuchan con atención y encuentran en ellas inspiración para seguir luchando.
Las tribus Garou suelen intimidar y amenazar para ganar poder entre los suyos; sin embargo, los clanes controlados por Roehuesos suelen ser fuertemente comunales o democráticos, pues opinan que tras haber caído por el agujero de la sociedad humana, todas las personas que se encuentran en el fondo deben ser consideradas como iguales. A pesar de la actitud conciliadora, la tribu sigue ocultando algunos secretos y tradiciones a los extraños. Para algunos, los tótems y rituales de esta tribu son raros, por decirlo de algún modo. Ya estén sacrificando vino barato para el Gran Montón de Basura, cantando canciones de Frank Sinatra para invocar al Padre de la Ciudad de Nueva York o dejando mantequilla de cacahuete para Elvis y el Sueño Americano, los Roehuesos se divierten de una forma que, para muchos, es propia de dementes. Sin embargo, insisten en que lo que hacen es sagrado.
Aunque todo el mundo puede dar su opinión en un clan de los Roehuesos, algunas de estas opiniones parecen proceder de otro planeta.
Sucios, sarnosos y desnutridos por una dieta a base de sobras y comida rebuscada entre la basura, los Roehuesos suelen ser cínicos y están cansados de la vida, pero también cultivan la astucia callejera y un malvado ingenio. Con la misma astucia con la que rebuscan en los vertederos y contenedores para encontrar comida y herramientas, desentierran los secretos de la calle. Aunque su aspecto sea lastimoso, conocen bien las tácticas de guerrilla y de ofensiva urbana.
Como las ratas, se congregan en lugares impredecibles y ocultos, atacan en grupo y huyen para ponerse a salvo. Si otros consideran que son dementes y estúpidos, mucho mejor... pues los ataques por sorpresa resultan mucho más eficaces.
Los sublimes ideales de los Garou no tienen cabida en esta tribu, donde domina el sentido práctico. Valoran la libertad y la supervivencia por encima de todo. La mayoría siente una gran compasión por las personas que se están desmoronando y suelen reclutar a humanos derrotados (y a otras criaturas sobrenaturales desesperadas) como aliados. Los Ancianos de la tribu, a los que se dirigen respetuosamente como "madres" y "padres", protegen cuidadosamente a las extensas familias que se crean. Durante el transcurso desarrollan un fiero odio por aquellos humanos que explotan a otros, ya sea por avaricia o por cruel apatía. Por lo tanto, la generosidad permite medir la posición que se ocupa en la tribu.
Aunque la mayoría de hombres lobo prefieren pensar que los Roehuesos son una tribu urbana, algunos de sus campos y Parentela prefieren las zonas rurales. El Pueblo de la Colina lleva una vida apacible en los Apalaches y las zonas Sureñas Rurales; como "hijos del suelo" (otros dirían "habitantes rurales"), siguen el estilo de vida de la vieja usanza. Los miembros del campo de los Come Hombres, mucho más infame, ocultan bien su afiliación, pues el canibalismo está prohibido tanto por la Letanía como por la ley humana. Algunos cazan en las zonas más decadentes y corruptas de las ciudades importantes, aunque la mayoría prefiere retirarse a las zonas salvajes y aparecer para cazar sólo cuando es estrictamente necesario.
La tribu tiene fama de ser muy... cosmopolita... debido a su habilidad para sobrevivir en las ciudades. Sólo los Moradores del Cristal se sienten tan cómodos como ellos en los núcleos urbanos, y sólo porque pueden permitirse los mejores lujos humanos. Los Roehuesos son maestros mendigando Cosas, Piltrafas, Chatarra, y diversas variedades de basura que otros consideran inútiles. Muchos de sus ritos y Dones les permiten sobrevivir en las cloacas urbanas, aunque sea con una dieta a base de cartón y macarrones secos. Son maestros mendigando y arrastrándose, tanto en la sociedad humana como en la Garou. Pueden organizar un banquete con cuatro duros y saben que todos los vertederos rebosan de generosidad... siempre y cuando se sepa utilizar la basura que supura en su interior. Los Roehuesos tienen la intención de mantenerse en pie mucho después de que otros Garou sean destruidos por el Apocalipsis.

## Características
- Apariencia: Los Roehuesos deambulan por las calles principales de las ciudades de la humanidad como mendigos, vagabundos o personas sin hogar. Incluso en forma Homínida, son sarnosos, flacos y parecen estar muertos de hambre. Utilizando este subterfugio, controlan las calles. En forma Lupus, sus pelajes son un revoltijo de colores discordes, manchas y olores. Algunos intentan pasar como perros callejeros o perros cruzados perdidos, pero cualquier humano puede sentir instintivamente la enmudecida Rabia y el dolor de un Roehuesos. Aunque algunos se han apareado con perros callejeros creando extraños híbridos, un Roehuesos desesperado suele parecer un animal fiero y peligroso que es más lobo que perro. Sin duda alguna, lo mejor es llamar a Control Animal para asegurarse.
- Parentela: Los Roehuesos suelen congregarse en manadas urbanas para protegerse, adoptando a fugitivos, chicos de la calle, vagabundos y personas sin hogar en sus bandas callejeras. Algunos de estos aliados y contactos forman parte de la Parentela; otros son simplemente víctimas que tienen una desesperada necesidad de protección. Entre su Parentela se puede encontrar cualquier raza y nacionalidad del mundo, aunque la mayoría de estas almas perdidas tienen orígenes tan mugrientos o al menos, combativos.
- Territorio: Ninguna otra tribu conoce tan bien la vida en la calle como estos chuchos. Mientras los Moradores del Cristal reclaman las propiedades más valiosas de la ciudad, los Roehuesos se mueven por algunas de las peores. Los edificios clausurados o abandonados, chatarrerías y solares, callejones oscuros y tugurios decadentes son sus terrenos de caza habituales. Sin embargo, no todas sus cacerías son diabólicas. Al ser la más democrática e igualitaria de las tribus, los Roehuesos también protegen las partes de la ciudad que han sido establecidas para beneficiar al ciudadano medio. Los Garou honrados defienden las bibliotecas públicas, los museos, los campos de deporte, los parques, los refugios para los sin hogar y otros lugares que acogen a las masas (normalmente desaseadas)
- Tótem Tribal: Rata

- Datos: Q6110906